# Rivage mortel
Rivage mortel (titre original : The Lake) est un téléfilm américain de David Jackson diffusé en 1998.

## Synopsis
Jackie est de retour dans sa ville et alors son père a quitté le monde des vivants à la suite il y a des phénomènes étranges dans un lac.

## Fiche technique
Sauf indication contraire, les informations mentionnées dans cette section peuvent être confirmées par la base de données cinématographiques IMDb,  présente dans la section « Liens externes ».
- Titre : Rivage mortel
- Titre original : The Lake
- Réalisation : David Jackson
- Scénario : J.D. Feigelson
- Photographie : Denis Maloney
- Montage : Craig Ridenour
- Musique : Don Davis
- Production : NBC Studios
- Date de première diffusion : 1er février 1998
- Genre : Thriller, Mystère, Science-Fiction
- Durée : 95 minutes

## Distribution
- Yasmine Bleeth : Jackie Ivers
- Linden Ashby : Dr. Jeff Chapman
- Stanley Anderson : Steve Ivers
- Haley Joel Osment : Dylan Hydecker
- Caroline Lagerfelt : maire Louise Terry
- Susanna Thompson : Denise Hydecker
- Dewey Weber : officier Gary Reed
- Matt Beck : officier Mills
- Robert Prosky : Herb
- Marion Ross : Maggie